# スティペ・ペリツァ
スティペ・ペリツァ（Stipe Perica、1995年7月7日 - ）は、クロアチア・ザダル出身のサッカー選手。マッカビ・テルアビブFC所属。ポジションはFW。

## クラブ経歴
NKザダルの下部組織で育成され、2012年9月にプロデビュー。2013年8月1日、チェルシーFCに加入し直後にNACブレダにレンタルされた。
2015年2月、ウディネーゼ・カルチョに完全移籍。結局チェルシーでは1試合も出場することなく退団することとなった。
2020年9月7日、EFLチャンピオンシップのワトフォードFCに2年契約で完全移籍。
2021年8月14日、マッカビ・テルアビブFCに移籍。